# محمد عبد الحافظ ناصف
محمد عبد الحافظ ناصف مواليد مدينة المحلة الكبرى عام 1967 حصل على بكالوريوس تربية-قسم لغة إنجليزية عام 1989 جامعة طنطا وحاصل على دراسات عليا في التربية المستمرة - بعثة من وزارة التربية والتعليم عام 1996.
عضـــو
مجلس إدارة اتحاد الكُتّاب المصريين  لدورتين
ضو نادى القصة
عضو أتيليه القاهرة
عضو دار الأدباء
عضو نقابة المهن التمثيلية
عضو نقابة المعلمين
عضو المجلس الأعلى للثقافة
عضو اللجنة العليا لجائزة الدولة للمبدع الصغير / المجلس الأعلى للثقافة
وظائـــف
• معلم لغة إنجليزية
• مدير عام ثقافة القليوبية
• رئيس إقليم شرق الدلتا الثقافى
• رئيس إقليم القاهرة الكبرى وشمال الصعيد الثقافي
• رئيس الإدارة المركزية  للشئون الأدبية والمسابقات بالمجلس الأعلى للثقافة
• رئيس الإدارة المركزية  لشئون رئيس المجلس الأعلى للثقافة  
• نائب رئيس مجلس إدارة الهيئة العامة لقصور الثقافة الأسبق
• رئيس مجلس إدارة الهيئة العامة لقصور الثقافة الأسبق
• رئيس الإدارة المركزية للشعب واللجان بالمجلس العلى للثقافة
• مستشار رئيس الهيئة العامة لقصور الثقافة
• رئيس المركز القومي لثقافة الطفل
في المجال الإعلامي والثقافي العام
رئيس تحرير سلسلة  الكتاب الأول بالمجلس الأعلى للثقافة
المشرف العام على مجلد ثقافة الطفل بالمركز القومى لثقافة الطفل
•	كاتب مقال أسبوعي بجريدة البروجريه الناطقة بالفرنسية التابعة لمؤسسة الجمهورية منذ 2005 سابقا
•	كاتب مقال أسبوعي بجريدة روز اليوسف اليومية سابقا
•	مُعِدّ برنامج حكايات المساء بالإذاعة المصرية سابقا - البرنامج الثقافي
•	رئيس مجلس إدارة مجلات قطر الندى، والثقافة الجديدة، والخيال، وأبيض وأسود سابقًا
•	محكم بعدد من الجوائز المصرية والعربية مثل: اتحاد الكتاب والهيئة العربية للمسرح و  الهيئة العامة قصور الثقافة وجائزة الدولة المصرية
•	مُحكِم بعدد من دور النشر مثل الهيئة العامة للكتاب، دار المعارف، الهيئة العامة لقصور الثقافة
أهــم الأعمــــال
أولاً: المسرح
1. طلوع النهار أول الليل – مسرحية – هيئة الكتاب - 1998
2. النهر – مسرحية – جماعة رؤى – الغربية – 2000
3 أرض الله – مسرحية المجلس الأعلى للثقافة / قصور الثقافة -  2008
4. وداعا قرطبة – مسرحية – هيئة الكتاب -  2004
5. الفلنكات – مسرحية – اتحاد الكتاب / هيئة الكتاب -  2003
6. نصف امرأة - مسرحية - هيئة الكتاب -  2015
7. مصر إيجار جديد - جريدة مسرحنا - هيئة قصور الثقافة
8. حضرة صاحب البطاقة – مسرحية – هيئة الكتاب – 2008
9. مختارات مسرحية  محمد عبد الحافظ ناصف - هيئة الكتاب- 2020
10. امرأة العزيز- مسرحية- الهيئة العامة للكتاب- 2020
ثانيًا: أدب الطفل
1.	أحلام النهار – رواية – دار المعارف  – الغربية -  2000
2.	حارة الموناليزا – قصص – هيئة قصور الثقافة – 2002
3.	ابتسامة القمر-  قصص – مكتبة الاسرة – هيئة الكتاب -  2004
4.	حرف النون يبتسم – قصص – هيئة قصور الثقافة –  قطر الندى
5.	مينا.. أمير الحياة -  رواية تاريخية  -  دار الهلال -  2006
6.	ساعة الغابة –  قصة - هيئة الكتاب -  2008
7.	أغنية الشمس –  مسرحية - دار الطلائع – 2009
8.	ساعتي تكذب – مسرحية – دار الطلائع – 2009
9.	سجين الهاء والواو – مسرحية – رابطة الأدب الإسلامي – 2008
10.	برنيطة للأرض – مسرحية – رؤى – 2009
11.	أبو الهول.. معبد الأسرار -  رواية تاريخية  -  دار الهلال - 2009
12.	الثائر الصغير - رواية - دار المعارف – 2017
13.	سلسلة «حكايات قلوب صغيرة» خمس كتب – قصص – دار المعارف – القاهرة - 2019
14.	حكايات فردوس وسماحة- سيناريو مصور- الأوقاف بالتعاون مع هيئة الكتاب المصرية - 2021
ثالثًا: القصة القصيرة
1.	الفاوريكة – قصص قصيرة - هيئة قصور الثقافة – 1998
2.	مقاعد خالية – قصص – هيئة الكتاب – 2003
3.	من حكايات البنت المسافرة – قصص – 2005 (نادي القصة)
4.	طائر الليل - مجموعة قصصية- دار المفكر العربي- 2020
5.	فاتحة للسندباد - مختارات قصصية - المجلس الأعلى للثقافة -2021
رابعًا: سيناريوهات مصورة للأطفال
1.	قصص عالمية مصورة – الأهرام – 1998
2.	حكاية فنان – سيناريو مصور – نهضة مصر – 2005
3.	العناكب – سيناريو مصور – نهضة مصر – 2005
4.	القناع الذهبي – سيناريو مصور – نهضة مصر – 2005
5.	حكايات فردوس وسماحة- سيناريو مصور- الأوقاف بالتعاون مه هيئة الكتاب المصرية - 2021
6.	رحلة إلى مركز الأرض -سيناريو مصور- تأليف جول فيرن- سيناريو محمد ناصف- 2021 الهيئة العامة للكتاب بالتعاون مع وزارة الأوقاف المصرية
أعمال مترجمة
1.	حكايات الشتاء والصيف – تأليف جماعي – جماعة رؤى – قصص للأطفال – 2000
2.	الفأر والبومة -  جوان هوفمان – دار الطلائع -2010
3.	اللبان على الطبلية – باربارا جريجوريش – دار الطلائع -2010
4.	الدراجة الجديدة – ماري فينجى – دار الطلائع -2010
5.	أريد أن أكون مهرجًا - سارون سليتر – دار الطلائع – 2010
6.	ليس هذا كل شيء – ريكس شندر – دار الطلائع -2010
7.	اذهبي بعيدًا يا بيكا – شيرلى سيمون- دار الطلائع – 2010
8.	سو تحب اللون الأزرق – باربارا جريجورتش – دار الطلائع – 2010
9.	الثعلب على الصندوق – باربارا جريجورتش – دار الطلائع – 2010
10.	عاليًا تصعد العنزة – باربا جريجوريش – دار الطلائع - 2010
11.	ضوضاء في الليل – بروس ويتى – دار الطلائع – 2010
12.	رواية جزيرة الكنز تأليف روبرت لويس إستيفنسون- المركز القومي للترجمة - 2016
13.	حكايات لونها أبيض (مجموعة مؤلفين)- دار الطلائع –  مكتبة الأسرة - 2017
سادسًا: النقد
- العشق والقهر والموت في إبداع العقد الاخير – قصور الثقافة – نقد – 2000
أهــم الجوائـــــــز
أولاً: في المسرح
1.	جائزة محمد تيمور للابداع المسرحى عن مسرحية المخنثون عام 94
2.	جائزة محمد تيمور للابداع المسرحى عن مسرحية  عن مسرحية طلوع النهار أول الليل عام 98
3.	جائزة محمد تيمور للإبداع المسرحى عن مسرحية  وداعا قرطبة عام 3003.
4.	جائزة التأليف المسرحى من المجلس الأعلى للثقافة عن مسرحية النهر عام 2000
5.	جائزة التاليف المسرحى من المجلس الأعلى للثقافة عن مسرحية أرض الله عام 2001
6.	جائزة التأليف المسرحى من المجلس الأعلى للثقافة عن مسرحية الفلنكات.
7.	جائزة رابطة العالم الاسلامى عن مسرحية سجين الهاء والواو
8.	جائزة سوزان مبارك في مسرح الطفل عام 90عن مسرحية «السبورة الغاضبة»
ثانيًا: في القصة القصيرة
- جائزة محمود تيمور عن مجموعة الفاوريكة – 98 – المركز الأول على مستوى العالم العربي -  المجلس الأعلى للثقافة
ثالثًا: في أدب الطفل
1.	جائزة قصور الثقافة في قصة الطفل عن مجموعة «مدرستى يا مدرستى 96»
2.	جائزة سوزان مبارك في قصة الطفل عن مجموعة «ابتسامة القمر»  2004
3.	جائزة رابطة العالم الاسلامى عن مسرحية سجين الهاء والواو
رابعًا: في النقد
- جائزة يوسف السباعى في النقد – المجلس الأعلى للثقافة -2003
خامسًا: في الدراما التليفزيونية
- الجائزة الذهبية من مهرجان الإعلام العربي 2010 عن مسلسل حكايات رمضان أبو صيام – أحسن عمل درامى للطفل.
عــــروض مسرحيـــــــة
1.	مسرحية «طلوع النهار أول الليل» – مسرح الهناجر – صيف 2005 إخراج أسامة فوزى وبطولة اشرف عبد الغفور وناصر سيف وإيناس نور  ومحسن منصور وكريم الحسينى ورامى الطنبارى ومنال زكى.
2.	مسرحية «الفلنكات» المسرح القومى – إخراج أسامة فوزى – بطولة منال زكى ومحمد رضوان.
3.	مسرحية «وداعا قرطبة» الفرقة القومية بطنطا – إخراج أسامة شفيق.
4.	مسرحية «طلوع النهار» – الفرقة القومية بسوهاج – إخراج محمد حمام
5.	مسرحية «رقصة الفئران الأخيرة» للأطفال – قصور الثقافة - قصر ثقافة الطفل بكفر تصفا بالقليوبية، إخراج محمد بحيرى.
6.	مسرحية النهر- قصور الثقافة - السويس - إخراج  مصطفى الشموتى
7.	مسرحية - وداعا قرطبة - بنى سويف - إخراج أجمد السروجى
8.	مسرحية وداعا قرطبة - قصر ثقافة السادات - المنوفية،  إخراج أحمد السروجى
9.	مسرحية باب الجنة للأطفال - إخراج حسن عباس –قصر ثقافة أنور المعداوى –كفر الشيخ.
10-  مسرحية «رقصة الفئران الأخيرة» للأطفال – قصور الثقافة - السنبلاوين-  بالدقهلية- إخراج أحمد الدسوقى
11- مسرحية حقول القراميط -مسرح الشمس - البيت الفنى للمسرح - من إخراج يوسف أبو زيد عام 2021
12- مسرحية ملك الشتاء- مسرح الشمس - البيت الفنى للمسرح- إخراج يوسف أبو زيد -21
13- مسرحية نظارة المهرج - مسرح الشمس - البيت الفنى للمسرح- إخراج يوسف أبو زيد-21
14- مسرحية سكر نبات - مسرح الشمس- البيت الفنى للمسرح - إخراج يوسف أبو زيد-21
درامــا تليفزيونيــة للأطفــال
1.	مسلسل «حارة الموناليزا» إخراج عادل سالم -  شركة صوت القاهرة 2006
بطولة: محمود مسعود وهالة فاخر
2.	حكايات رمضان أبو صيام –  إخراج محمد عابدين - شركة صوت القاهرة  
بطولة: مديحة حمدى، ناصر سيف، علا رامى
كتب ورسائل جامعية وأبحاث حول أعمال محمد عبد الحافظ ناصف
1.	رسالة ماجستير عن المضامين التربوية عند بعض كتاب قصص الأطفال المعاصرين في محافظات وسط الدلتا، عينة البحث  (فؤاد حجازى / محمد ناصف) للباحثة أميرة محمد محمد إبراهيم حسين، إشراف أ.د/ مصطفى رجب، معهد البحوث والدراسات العربية، جامعة الدول العربية.
2.	رسالة دكتوراه عن البناء الدرامي في مسرح محمد ناصف  للباحثة مروة أحمد المكاوى، إشراف أ.د/سمير حسون من جامعة المنصورة / آداب لغة عربية.
3.	كتاب تجليات الواقع والتراث في مسرح محمد ناصف - دراسات نقدية -  الدكتور محمد زيدان.
4- المسرح السياسي في الأدب المصري المعاصر/ مسرحية" وداعـــاً قـرطبـة أنموذجاً – بحث ترقية لدرجة أستاذ – أ.م.د/ محمد السيد سلامة.
5- مسرحيتا «مسافر ليل» لصلاح عبد الصبور و«الفلنكات» لمحمد عبد الحافظ ناصف  (دراسة مقارنة) د/ أسماء عبد المنعم  (مدرس المسرح بكلية التربية النوعية بجامعة المنصورة) وذلك للترقية لدرجة أستاذ مساعد.   
6- البناء الدرامى والقضية في مسرح محمد ناصف - رسالة ماجستير -  كلية تربية نوعية جامعة المنوفية / الباحث هدى نصار - - تحت اشراف  ام د عمر فرج عمر
7- الطفل المعاصر في الأدب المسرحى المصرى المعاصر- نماذج مختارة (الفريد فرج- فاطمة المعدول- محمد ناصف) - كلية الآداب جامعة بنها للباحثة نهلة صبرى - اشراف اد سيد فضل
8-«المنصور بن أبى عامر بين المسرح العربي والأسبانى - دراسة دكتوراة مقارنة» كلية الاداب جامعة الإسكندرية  للباحثة دعاء عبد الرحمن فليفل تحت إشراف اد محمد زكريا عنانى وتناولت أعمال عربية وأندلسية منها (وداعا قرطبة) لـ محمد عبد الحافظ ناصف من مصر، و (هوى الأندلس) لــ فارعه السقاف من الكويت، ومسرحية (المنصور بن أبي عامر) لــ أنطونيو جالا ومسرحية (أطفال لارا السبعة) لــ خوان دي كويبا.
9- الفلنكات بين القص والمسرحة - بحث ترقية لأستاذ مساعد - للدكتورة أمانى العطار- كلية تربية نوعية- جامعة طنطا.
10- البناء الفنى في المونودراما المصرية- رسالة ماجستير- للباحث عمرو محمد نبيل - نماذج مختارة منها (مسرحية مش حبه اسمى لمحمد عبد الحافظ ناصف) - اشراف ا د محمد عبد الله حسين- كلية دار العلوم- جامهة المنيا.
11- التنمر في مسرح الطفل، دراسة في أعمال محمد عبد الحافظ ناصف- د هدى سعيد عبد العليم - مدرس بكلية التربية النوعية- جامعة كفر الشيخ